# Єдиний казначейський рахунок
Єдиний казначейський  рахунок — це рахунок, відкритий Державному казначейству України в Національному банку України для обліку коштів та  здійснення розрахунків у Системі електронних платежів Національного банку України.